# Maquira sclerophylla
Maquira sclerophylla ist ein Baum in der Familie der Maulbeergewächse aus dem mittleren bis nördlichen Brasilien bis nach Venezuela und den Guyanas.

## Beschreibung
Maquira sclerophylla wächst als halbimmergrüner Baum bis zu 25–30 Meter hoch. Der Baum führt einen Milchsaft, Latex.
Die wechselständigen, einfachen Laubblätter sind kurz gestielt. Der kurze Blattstiel ist bis 2,5 Zentimeter lang. Die ganzrandigen, leicht ledrigen und zugespitzten Blätter sind elliptisch bis verkehrt-eiförmig und bis über 30 Zentimeter lang. Sie sind oberseits fast kahl und unterseits leicht rau, schuppig. Es sind kleine Nebenblätter ausgebildet.
Maquira sclerophylla ist meistens zweihäusig diözisch. Die Blüten erscheinen in achselständigen, kurz gestielten und etwa halbkugeligen, kleinen Köpfchen. Die männlichen Köpfchen enthalten einige Blüten, die weiblichen eine oder bis zu 4 verwachsene Blüten. Die kleinen, grünlichen und meist eingeschlechtlichen Blüten mit einfacher Blütenhülle besitzen ein vierteiliges, fast kahles Perianth und einen kleinen, mehrreihigen Hüllkelch. Die männlichen Blüten besitzen bis zu 4 Staubblätter, die weiblichen einen oberständigen Fruchtknoten mit fast sitzender Narbe mit zwei zungenförmigen, zurückgelegten Lappen.
Es werden kugelige, steinfruchtartige, etwa 2–2,5 Zentimeter große, fast kahle, leicht duftende und einsamige, zimtfarbige Früchte, mit Narbenresten an der Spitze, im Perianth gebildet (Scheinfrucht, Anthocarp). Der kugelige Samen ist relativ groß.

## Verwendung
Aus den getrockneten Früchten kann ein halluzinogenes Schnupfpulver hergestellt werden.
Das mittelschwere, nicht beständige Holz wird für einige Anwendungen verwendet. Es ist bekannt als Muiratinga oder Pau tanino.